# Giraffokeryx
Giraffokeryx (лат.) — род вымерших млекопитающих из семейства жирафовых. Большинством авторов считается монотипическим и включающим только вид Giraffokeryx punjabiensis, хотя на этот счёт есть и другие мнения.

## Общие сведения
Во времена миоцена обитал в Евразии и на Индийском субконтиненте. Представители рода были животными среднего размера, сравнимые с современными окапи или небольшими жирафами. Возможно, они являются предками тех и других. Строением зубов Giraffokeryx подобен прочим жирафовым, у него были средней длины ноги. От других жирафовых его отличало наличие четырёх оссиконов на голове.